# إيفا غراي
إيفا غراي (بالإنجليزية: Eva Gray)‏ هي ممثلة بريطانية، ولدت في 20 مارس 1971 في كينغستون ‏ في المملكة المتحدة.

## وصلات خارجية
- إيفا غراي على موقع IMDb (الإنجليزية)
- إيفا غراي على موقع قاعدة بيانات الفيلم (الإنجليزية)